# Crise du canal de Suez
Conflit israélo-arabe
La crise du canal de Suez, parfois appelée expédition de Suez, guerre de Suez, campagne de Suez ou opération Kadesh, est une guerre qui éclata en 1956 en territoire égyptien. Le conflit opposa l'Égypte à une alliance secrète actée par le protocole de Sèvres, dont les entretiens se sont tenus du 21 au 24 octobre 1956, formée par la France, le Royaume-Uni et l'État d'Israël à la suite de la nationalisation du canal de Suez par l'Égypte le 26 juillet 1956. Cette alliance entre deux États européens et Israël répondait à des intérêts communs : les nations européennes avaient des intérêts politiques, économiques (ils en étaient actionnaires) et commerciaux (il était principalement utilisé pour le transport de pétrole) dans le canal de Suez. Israël avait besoin du canal pour assurer son transport maritime entre Méditerranée et mer Rouge, mais utilisait comme prétexte à son intervention militaire une réponse aux attaques de fedayins qu'il subissait sur son territoire. Le renversement de Gamal Abdel Nasser était également prévu.
Le 29 octobre 1956, conformément aux accords secrets, Israël envahit l'Est du canal, suivi rapidement par les Français et les Britanniques qui bombardent à partir du 31 octobre, parachutent et débarquent leurs troupes le 5 novembre, officiellement comme des troupes de maintien de la paix. Finalement, alors que les Égyptiens sont battus militairement (cessez-le-feu le 7 novembre), les coalisés, en échange de certaines concessions d'ordre économique, sont obligés de battre en retraite sous la pression des États-Unis et de l'Union soviétique. La Force d'urgence des Nations unies débarque le 27 novembre, les coalisés finissent de rembarquer le 22 décembre.
La crise est principalement retenue pour les leçons qu'elle apporte sur le nouvel équilibre des forces pendant le contexte de guerre froide. L'impératif d'une relative stabilité de l'ordre mondial entre les deux « géants » ne peut être remis en cause, même par d'anciennes grandes puissances comme la France et le Royaume-Uni, pourtant alliées des États-Unis. En outre, la crise conduit à un renforcement des relations entre l'Union soviétique et l'Égypte, entre la France et Israël, entre le Royaume-Uni et les États-Unis, ainsi qu'à l'accélération dans la mise en place de la force de dissuasion nucléaire française. Elle entraîne également la démission du Premier ministre britannique Anthony Eden et l'attribution du prix Nobel de la paix au ministre des Affaires étrangères canadien Lester Pearson pour son rôle diplomatique dans le règlement de la crise.
Si l'échec de la France et du Royaume-Uni à l'issue de la crise est apparent, celui d'Israël, qui a démontré sa supériorité militaire sur l'Égypte et sa capacité de mobilisation, est moins évident. Le déploiement de la première force d'urgence des Nations unies permet à Israël de garantir la sécurité de sa frontière avec l'Égypte, bien que le stationnement des Casques bleus dans le Sinaï puisse être sujet à révocation sur demande égyptienne. De ce fait, Israël ne parvient toujours pas à stabiliser ses frontières après le conflit. Nasser émerge donc comme le grand vainqueur de la crise, parvenant à transformer une déroute militaire imminente en un triomphe politique retentissant qui accroît considérablement son prestige et sa popularité dans le monde arabe.

## Origines du conflit
Le canal de Suez, qui forme un raccourci entre la mer Rouge et la mer Méditerranée, est ouvert en 1869. Il a été financé par la France et le gouvernement égyptien. Le Royaume-Uni rachète ensuite au roi Farouk, endetté, la part de l'Égypte dans le canal. Malgré la fin du protectorat britannique en 1936, le canal, axe stratégique sur la route coloniale indienne et indochinoise, reste franco-britannique, avec des troupes pour en assurer la protection. À l'indépendance de l'Inde, le poids stratégique du canal change : il n'est plus le point de passage capital entre le Royaume-Uni et son empire. En revanche, le canal devient un point de passage stratégique pour le pétrole.
Les origines de ce conflit remontent à 1952, lors du renversement de la monarchie de Farouk par les officiers libres de l'armée égyptienne. Cette « révolution » à la fois sociale et nationale abolit la monarchie en Égypte, d'abord sous la conduite du général Mohammed Naguib, puis du lieutenant-colonel Gamal Abdel Nasser, et s'efforce de lutter contre l'impérialisme étranger. Le nouveau gouvernement abandonne les clauses de coopération avec les forces européennes et adopte une tendance nationaliste et autoritaire. Ce changement de position entraîne un conflit avec la France et le Royaume-Uni à propos du canal de Suez, jusqu'alors aux mains de capitaux franco-britanniques. Les troupes européennes doivent quitter le canal et ne pourront intervenir que si une puissance étrangère l'attaque, ce qui vise principalement le risque d'une intervention soviétique. Les troupes britanniques demeurent stationnées dans la zone du canal jusqu'en février 1956 alors que le protectorat britannique sur l'Égypte est fini depuis l'indépendance du pays, acquise en 1936.

## Prémices de la crise
La conclusion du pacte de Bagdad, en février 1955, pousse l’Égypte à se tourner vers l’URSS et obtenir des ventes d’armes par la Tchécoslovaquie. L’Égypte renforce aussi son dispositif par la signature d’un pacte militaire en octobre 1955 avec la Syrie et l’Arabie saoudite, rejointes en avril 1956 par le Yémen.
Nasser souhaite construire un barrage sur le Nil à Assouan, afin de répondre aux besoins de l’agriculture et de produire de l’électricité. Pour sa construction, il sollicite l’aide financière et technique des États-Unis, qui refusent en raison de l’orientation pro soviétique de l’Égypte et des ventes d’armes. En représailles, Nasser menace de nationaliser la compagnie du canal de Suez.
Durant l'année 1956, la tension s'accroît aussi entre Israël et l'Égypte avec les raids menés par les combattants palestiniens (fedayin) sur le territoire israélien. L'Égypte, dirigée par Gamal Abdel Nasser, bloque le golfe d'Aqaba et ferme le canal de Suez aux navires israéliens. Lorsque Nasser décide de reconnaître la Chine communiste, les États-Unis se retirent, le 19 juillet, du financement du haut barrage d'Assouan. En réponse à ce retrait, l'Égypte, unilatéralement, décide de nationaliser le canal de Suez, voie commerciale vitale alors détenue à 44 % par l'économie franco-britannique. La compagnie riposte par le retrait de ses techniciens britanniques et français. Ils sont remplacés par d'autres fournis par les pays non-alignés, l'Inde en particulier.

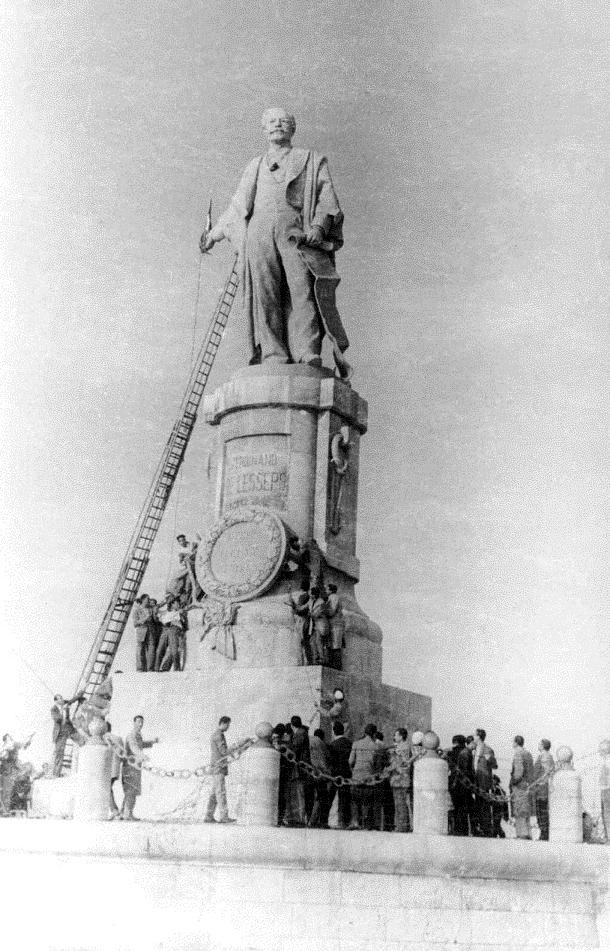
Une statue de Ferdinand de Lesseps, qui a construit le canal de Suez, est enlevée après la nationalisation du canal de Suez en 1956.

Le Premier ministre britannique, Anthony Eden, convaincu par ses services du MI6 que Nasser veut se rapprocher de Moscou, tente alors de convaincre l'opinion publique de la nécessité d'une guerre contre l'Égypte. Il fait pour cela appel au patriotisme hérité de la Seconde Guerre mondiale en comparant la nationalisation du canal par Nasser au nationalisme de Mussolini et d'Hitler vingt ans auparavant. Eden déclare qu'une démonstration de force est nécessaire afin de dissuader Nasser de faire de l'Égypte une nouvelle menace militaire et le fait passer pour le « Mussolini du Nil ».
Vue de France la ligne anti-impérialiste, socialiste et panarabe de Nasser apparaît comme une menace. Le FLN, en lutte armée contre la France en Algérie, a son siège au Caire et reçoit de l'Égypte une importante aide matérielle (notamment des armes) et morale (les représentants du FLN peuvent par exemple s'exprimer à la radio égyptienne). La propagande française présente régulièrement les indépendantistes algériens comme de simples marionnettes de l’Égypte. Guy Mollet, chef du gouvernement français, est acquis à la cause de l'Algérie française et du soutien à Israël. Les agents du SDECE tentent de manipuler les Frères musulmans pour éliminer Nasser ou le faire empoisonner par un officier égyptien et informateur du SDECE. Des projets d'assassinat sont également élaborés du côté britannique mais tous échouent, notamment à cause de l'aide du KGB aux services de renseignement égyptiens lorsque Nasser se rapproche de l'Union soviétique.
Le 26 juillet 1956, Nasser opère la nationalisation du canal et la mise sous séquestre des biens de la compagnie universelle du canal de Suez, lors d'un discours radiodiffusé à Alexandrie :
« La pauvreté n'est pas une honte, mais c'est l'exploitation des peuples qui l'est. Nous reprendrons tous nos droits, car tous ces fonds sont les nôtres, et ce canal est la propriété de l'Égypte (…) J'assigne aujourd'hui l'accord du gouvernement sur l'établissement de la Compagnie du Canal. »
De plus, depuis plusieurs années, il est question pour l'Égypte de se doter d'un barrage à Assouan afin de protéger les terres agricoles des crues du Nil et de produire de l'électricité. Or, des fonds ont d'abord été demandés à la Banque internationale pour la reconstruction et le développement, puis à l'Union soviétique et aux États occidentaux, mais ces derniers ont suspendu leurs fonds pour plusieurs raisons, notamment la réception d'armes par l'Égypte en provenance du bloc de l'Est.
Les premières rétorsions britanniques, réticente d'abord au conflit militaire pour ne pas compromettre ses liens privilégiés avec le monde arabe, sont le gel de certains avoirs égyptiens à l'étranger puis le départ des pilotes européens expérimentés du canal. Par ailleurs, dès le 28 juillet, une radio clandestine se met à émettre en arabe sur une fréquence très proche de la Voix des Arabes et produit une critique en règle de Nasser présenté comme une marionnette des Soviétiques trahissant la nation arabe et faisant le jeu du sionisme. Le repérage goniométrique montrera qu'elle émet depuis la région parisienne.

## Protocoles de Sèvres
Du 21 au 24 octobre 1956, un accord secret est signé entre la France (Christian Pineau), le Royaume-Uni (Patrick Dean (en)) et Israël (David Ben Gourion) à Sèvres dans un pavillon appartenant à un ami du ministre de la Défense, Bourgès-Maunoury. Ce pavillon était auparavant la maison d'édition des livres de Jules Verne. Leur objectif est alors de renverser Nasser et de récupérer le canal. Les protocoles de Sèvres stipulent :
« L'État hébreu attaquera l'Égypte le 29 octobre 1956 dans la soirée et foncera vers le canal de Suez. Profitant de cette agression « surprise », Londres et Paris lanceront le lendemain un ultimatum aux deux belligérants pour qu'ils se retirent de la zone du canal. Si l'Égypte ne se plie pas aux injonctions, les troupes franco-britanniques entreront en action le 31 octobre. »
Cet accord, qui devait rester secret, établit le rôle de chaque partie. Les alliés s'accordent pour qu'Israël s'engage militairement contre l'Égypte et laissent le soin à la France et au Royaume-Uni d'intervenir ensuite en demandant aux deux belligérants de retirer leurs troupes des rives du canal, puis en menant une intervention militaire franco-britannique sur Port-Saïd, connue depuis sous le nom d'« opération Mousquetaire ».

## Déroulement du conflit

### Préparatifs
Parmi les plans élaborés par les Britanniques, l'un d'entre eux consistait à couper le flux des eaux du Nil vers l'Égypte depuis le barrage des chutes Owen en Ouganda de manière à endommager le secteur agricole et couper les communications. Les militaires exposèrent ce plan au premier ministre Anthony Eden six semaines avant l'invasion. Il fut abandonné parce qu'il pourrait provoquer de violentes émeutes parmi la population égyptienne, il aurait pris des mois à mettre en place et il aurait aussi mis à mal d'autres pays comme le Kenya et l'Ouganda.
Il fut décidé dans un premier temps par le général Hugh Stockwell (en) de débarquer à Alexandrie et de prendre Le Caire le plus rapidement possible afin de renverser Nasser et ainsi mettre l'opinion internationale devant le fait accompli. Ce fut cependant finalement le projet de débarquement à Port-Saïd - Port-Fouad qui fut arrêté, notamment pour des raisons politiques, le but étant avant tout de reprendre le contrôle du canal.
Au niveau des forces alliées, 155 bâtiments de guerre, dont 5 porte-avions, furent engagés : 103 de la Royal Navy, 52 de la Marine nationale française, auxquels s’ajoutent une centaine de bâtiments de commerce réquisitionnés, dont 53 français. Un croiseur néo-zélandais, le HMNZS Royaliste, servit de piquet radar.

### Invasion

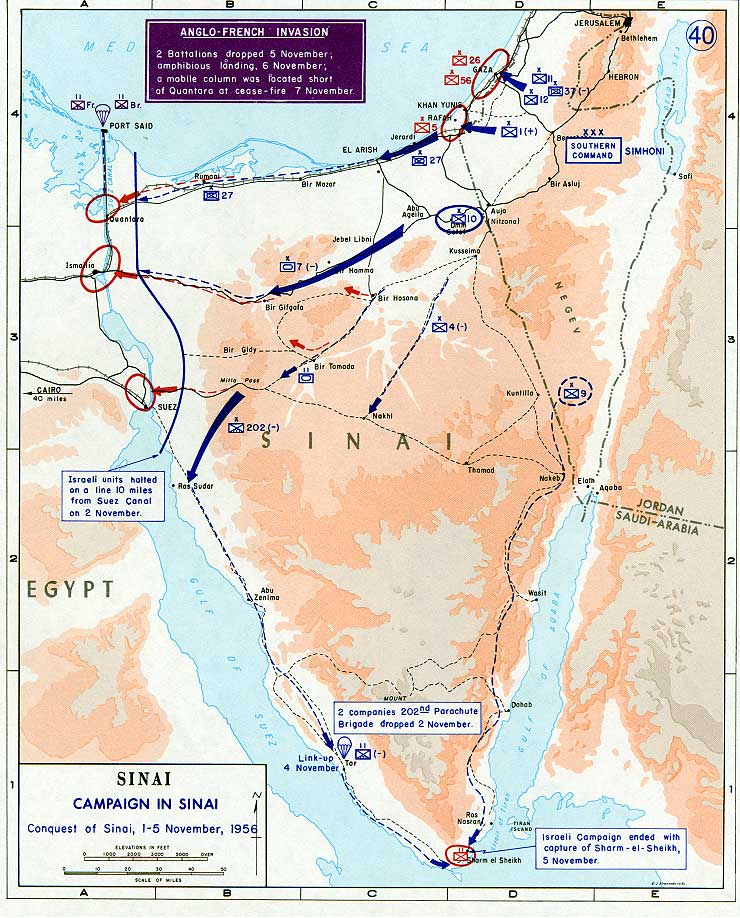
Conquête du Sinaï en 1956.

Le 29 octobre 1956, Israël envahit la bande de Gaza et le Sinaï et atteint rapidement la zone du canal. Comme convenu lors des protocoles de Sèvres, le Royaume-Uni et la France lancent un ultimatum aux belligérants leur enjoignant de se retirer chacun à plus de 15 km du canal. Nasser, dont la décision de nationalisation du canal avait été accueillie avec enthousiasme par la population égyptienne, rejette l'ultimatum et donne ainsi un prétexte aux forces européennes de s'allier à Israël pour reprendre le contrôle du canal et renverser le régime en place. Le 31 octobre, la France et le Royaume-Uni entament une vague de bombardements sur l'Égypte afin de forcer la réouverture du canal. Bombardant les aérodromes militaires, ils détruisent notamment au sol plus de 260 avions égyptiens. La Jordanie, qui a un accord avec le Royaume-Uni, interdit par ailleurs le 1er novembre l'utilisation de son sol par les avions de la Royal Air Force.
Les avions de la base 102 de Dijon participent à des raids sur l'Égypte depuis la base aérienne de Ramat-David, près de Haïfa, sous déguisement de l'étoile de David surchargeant la cocarde française. Les aviateurs français porteraient même sur eux de fausses cartes d'identité israéliennes. Les Mystère IV sont assistés par une trentaine de soldats français (arrivés par avions Noratlas après escale à Brindisi en Italie et à Chypre), dont la majorité maintenus sous les drapeaux. Ils sont aussi à Ramat-David et logés sous des tentes près des pistes, sous les ordres du capitaine Julien. Après la guerre, 18 militaires resteront jusqu'en décembre et reviendront par le cargo L'Aquitaine.
Le soir du 5 novembre, une partie du 2e régiment de parachutistes d'infanterie de marine français appuyé par des commandos de la 11e demi-brigade parachutiste de choc saute près de la ligne de chemin de fer bordant le canal au sud de Port-Saïd, est envoyé sur l'aéroport Al-Gamil, prend le contrôle de la zone et établit un point sécurisé afin d'assurer l'arrivée des renforts aériens. Au matin du 6 novembre, les 40e et 42e bataillons de commandos des Royal Marines britanniques investissent les plages en utilisant les barges de débarquement de la Seconde Guerre mondiale. Leur assaut est soutenu par les salves des navires de la Royal Navy et de la Marine nationale française postés au large et causant d'énormes dommages aux batteries de défense égyptiennes. La ville de Port-Saïd est touchée par de nombreux incendies et connaît à cette occasion d'importants dégâts surtout matériels. Le bombardement d'une raffinerie à Port-Fouad cause un incendie important et un nuage noir qui recouvre en partie la ville pendant plusieurs jours.

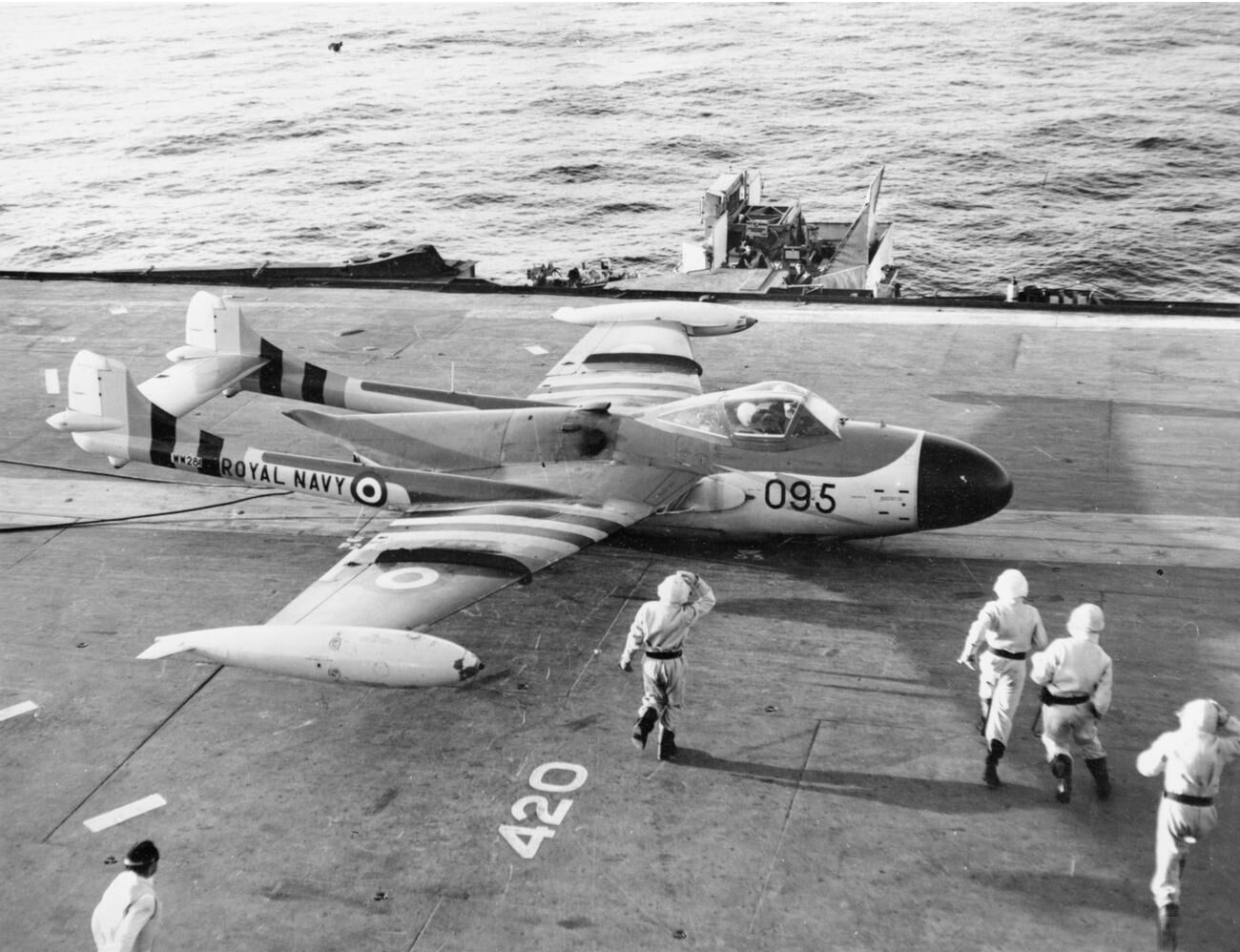
Un Sea Venom de la Royal Navy, touché par la DCA, après son appontage.

Le 45e commando progresse dans les terres et marque une innovation dans le domaine militaire en faisant usage d'hélicoptères lors des assauts. Cependant, certains d'entre eux sont abattus par les batteries égyptiennes. D'autre part, le commando et les quartiers généraux subissent des pertes dues à un tir ami de la Royal Air Force. Les combats urbains menés lors de cette opération voient les forces alliées freinées par des tireurs embusqués égyptiens.
Les habitants égyptiens, équipés d'armes automatiques et convaincus de l'arrivée de renforts soviétiques, opposent une résistance aux forces européennes. Cependant, devant la rapidité de l'invasion et la suprématie aérienne des commandos, l'Armée égyptienne est forcée de capituler. Les commandos prennent alors le contrôle du canal et se dirigent au sud vers Le Caire.

### L'intervention militaire franco-britannique
Contre l’avis de l’opinion internationale, la France et le Royaume-Uni préparent une opération militaire d’envergure, baptisée « Musketeer » (Mousquetaire), pour les Britanniques et « opération 700 » pour les Français. La mission est de reprendre le contrôle du canal. Le plan (nom de code « Terrapin ») prévoit également une offensive israélienne contre l’Égypte qui débute le 29 octobre. Les États-Unis, en période électorale, ne tiennent pas à voir éclater un nouveau conflit et hésitent à respecter un de leurs traités de l’OTAN. Le commandement de l’opération est britannique, les Français ne conservant que le commandement de leurs unités, sans pouvoir de décision. Le général Keightley, secondé par l’amiral Barjot, en est le commandant en chef. Le 26 août 1956, une force navale d’intervention est mise en œuvre. La force terrestre est forte de 60 000 hommes, mais seulement 15 000 sont employés. Les Français, commandés par le général de corps d'armée André Beaufre, forment la force « A ».

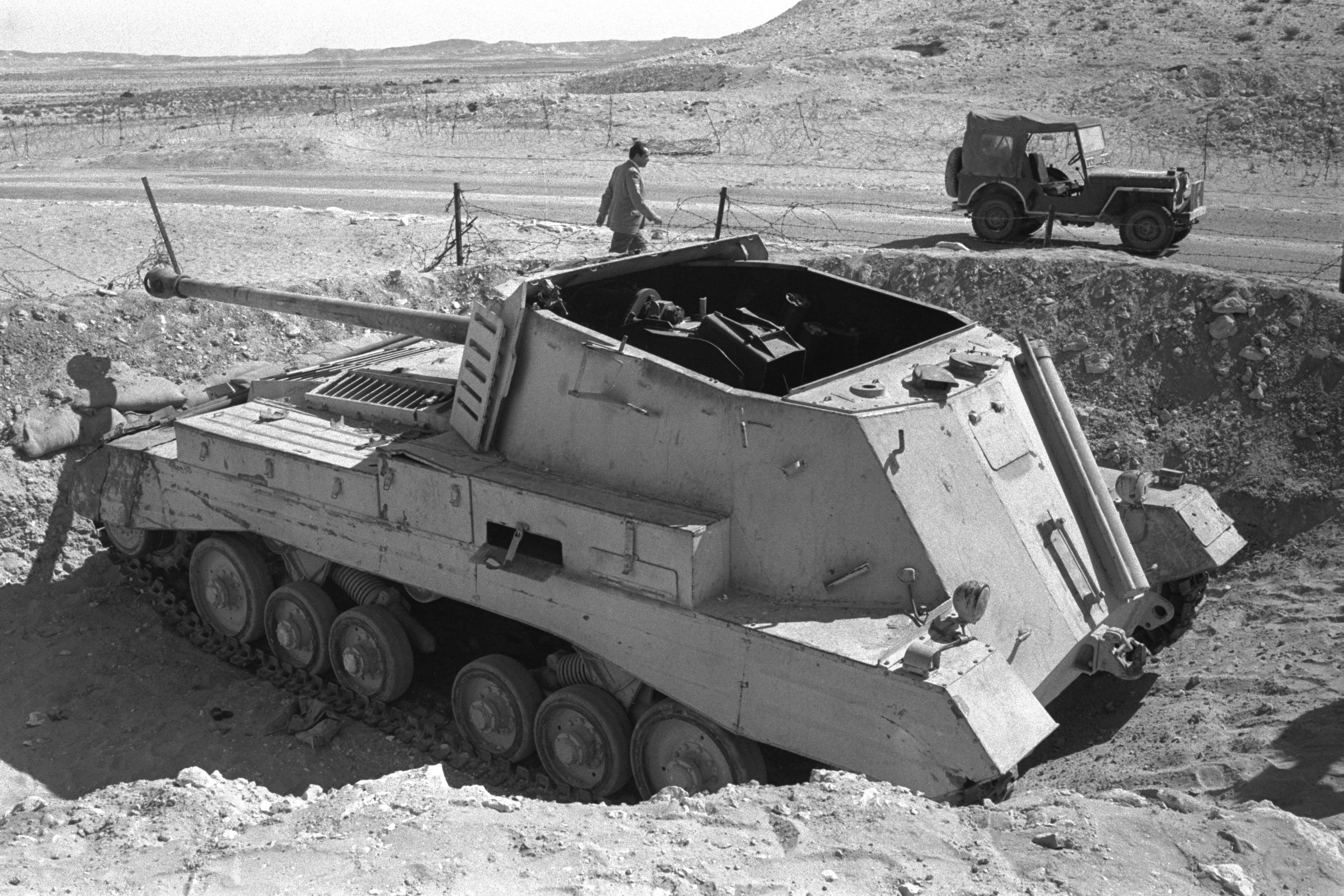
Chasseur de chars Archer de l'armée égyptienne mis hors de combat par les blindés israéliens.

La 1re phase commence le 31 octobre 1956 par des bombardements d’aviation à partir de Malte et de Chypre puis des forces navales en Méditerranéenne. Le 1er novembre, les alliés repoussent la résolution de l’ONU. Malgré la mise en garde de l’ONU, des États-Unis et de l’URSS, la 2e phase suit à partir du 5 novembre, par une opération aéroportée, baptisée « Amilcar » pour les Français ou « Hamilcar », pour les Britanniques. Cette opération aéroportée est composée de quatre bataillons britanniques, qui sautent sur le terrain de Gamil, à 10 km à l’ouest de Port-Saïd, du 2e régiment de parachutistes coloniaux (2e RPC) commandé par le colonel Chateau-Jobert, dit Conan, largué avec une section de la 60e compagnie du génie aéroporté (60e CGAP) sur l’usine des eaux à l’entrée de Port-Saïd et au sud de Port-Fouad. La 3e phase termine le dispositif par les principaux débarquements qui ont lieu les 6 et 7 novembre. Le Royaume-Uni est fort de la 3e brigade de commandos des « Royal Marines », d’un régiment de blindés, d’un escadron du génie, de deux bataillons de la 16e brigade parachutiste. La France aligne le 1er régiment étranger de parachutistes, trois commandos de marine, deux escadrons de chars AMX-13, un escadron de chars M47 Patton et trois sections de la 60e compagnie du génie aéroporté. La progression des troupes est freinée par les négociations politiques qui se passent à l’insu des Français.
La Légion étrangère est au sein du dispositif : un escadron du 2e régiment étranger de cavalerie, commandé par le capitaine Abraham avec l’adjudant Degueldre comme adjudant d’unité, est intégré au 1er REP à Zeralda, avant de rejoindre la base de départ à Chypre. Avec les autres unités françaises, il a pour mission de s’emparer dans la zone de Port-Fouad des points sensibles et de faire la liaison avec les éléments du 2e RPC parachutés au sud. Le groupement est commandé par le lieutenant-colonel Brothier, chef de corps du 1er REP. Tous les objectifs sont atteints par les compagnies. Le 7 novembre à 8 h, toutes les unités se rassemblent, prêtes à marcher vers El Qantara. Une demi-heure plus tard, le cessez-le-feu est ordonné et les troupes doivent rester sur leurs positions et n’ouvrir le feu que si elles sont attaquées. La section du lieutenant Ysquierdo du 1er REP représente l’avant-garde française d’El Qantara et maintient jour et nuit un poste de surveillance, au PK 37,5, à 800 m des lignes égyptiennes[réf. nécessaire].

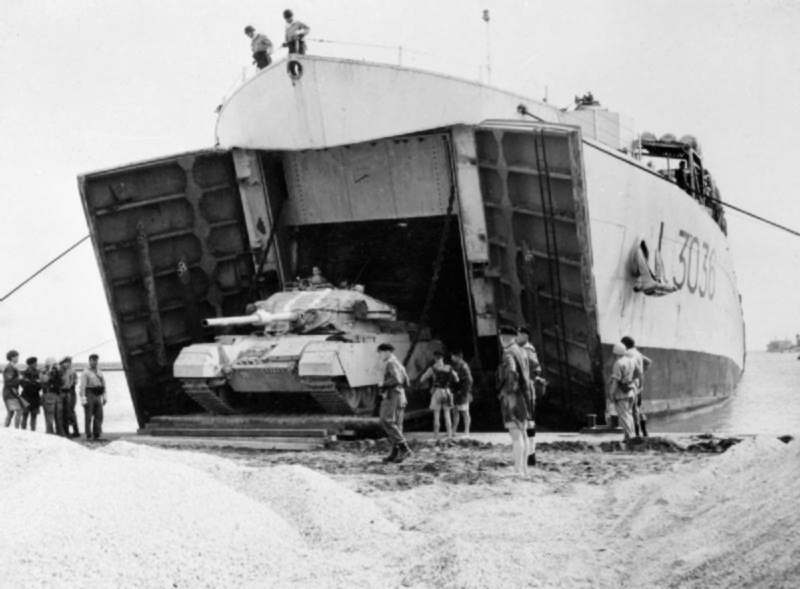
Char Centurion de la British Army débarquant du Landing Ship Tank HMS Puncher (L3036) à Port-Said.

Toutefois, sous la pression internationale, le Royaume-Uni, puis la France, sont contraints d’accepter un cessez-le-feu. Les troupes de l’ONU débarquent le 27 novembre. Le 22 décembre, la force d’intervention quitte l’Égypte. Onze Français et vingt-deux Britanniques ont été tués et 130 soldats blessés dont 33 Français. On estime que les pertes égyptiennes, essentiellement civiles, s’établissent entre 750 et 1 000 morts dans la zone du canal. Les Israéliens, de leur côté, ont eu 176 tués et un prisonnier.

### Réactions politiques au conflit
En France, le gouvernement Mollet obtient un vote de confiance quasi unanime le 30 octobre, moins l'abstention des communistes et des poujadistes. En revanche, la simultanéité de cette crise avec l’écrasement de l'insurrection de Budapest par les Soviétiques débouche sur la création d'une nouvelle gauche, qui s'incarne dans le Parti socialiste unifié (PSU), rejetant à la fois le communisme et le socialisme dans sa version SFIO.
Au Royaume-Uni, au contraire, l'opposition se déchaîne. Les travaillistes et même certains conservateurs dénoncent le caractère anachronique de cette politique coloniale et le risque de rupture avec les pays du Commonwealth. Eden est hué à la Chambre des communes, où les députés lui reprochent de les mettre devant le fait accompli, sans avoir consulté, comme le voulait l'usage, le chef de l'opposition. Les sarcasmes pleuvent lorsqu’il déclare à la Chambre des communes le 1er novembre : « Nous [ne sommes pas] actuellement en guerre contre l’Égypte. […] Il n’y a eu de notre part aucune déclaration de guerre. Nous sommes en conflit armé ». Les manifestations Law, Not War (« le droit, non la guerre ») se multiplient, la plus importante ayant lieu le 4 novembre, juste avant le débarquement. L'inquiétude grandit quand l'interruption du trafic du canal menace les approvisionnements pétroliers.

### Pressions de l'Union soviétique et des États-Unis
Au moment où l'armée israélienne s'empare de la presqu'île du Sinaï et atteint le canal de Suez, une mise en garde très ferme de l'Union soviétique arrête l'offensive, et Israël doit se replier sur ses frontières de 1949. L'URSS menace la France, le Royaume-Uni et Israël d'une riposte nucléaire. L'OTAN rappelle à l'URSS qu'elle riposterait en ce cas.
Les États-Unis, passifs jusque-là, exigent le retrait des forces occidentales pour désamorcer la crise. Ce pays fait monter la pression contre le gouvernement britannique en lançant une attaque monétaire contre la livre sterling. La Banque d'Angleterre ayant perdu 45 millions de dollars entre le 30 octobre et le 2 novembre et l'approvisionnement en pétrole du Royaume-Uni ayant été restreint par la fermeture du canal de Suez, les Britanniques demandent immédiatement l'aide du Fonds monétaire international, mais celle-ci est refusée par les États-Unis. Le président américain, Dwight Eisenhower, ordonne en effet à son secrétaire au Trésor, George Humphrey, de se préparer à vendre une partie des obligations en livres sterling détenues par le Trésor américain. Le gouvernement britannique envisageait d'envahir le Koweït et le Qatar si des sanctions pétrolières étaient mises en place par les États-Unis.
Le chancelier de l'Échiquier, Harold Macmillan, avertit son premier ministre que les réserves de change du Royaume-Uni ne peuvent tout simplement pas soutenir la dévaluation de la livre qui suivrait les actions des États-Unis et que dans les semaines qui suivraient une telle décision, som ne serait pas en mesure d'importer les vivres et l'énergie nécessaires pour subvenir aux besoins de la population des îles. Cependant, le cabinet britannique soupçonne Macmillan d'exagérer délibérément la situation financière afin de forcer Eden à partir.
Le gouvernement américain envoie ses forces navales et aériennes interférer dans le dispositif franco-britannique et interdit l'usage de matériel militaire français, bien que financé par des fonds américains.
Parallèlement aux actions américaines, l'Arabie saoudite lance un embargo pétrolier contre le Royaume-Uni et la France. Les États-Unis refusent de combler le vide jusqu'à ce que les Britanniques acceptent un retrait rapide. D'autres membres de l'OTAN refusent également de vendre le pétrole qu'ils ont reçu des pays arabes au Royaume-Uni ou à la France.

### Cessez-le-feu et retrait des armées
L'Assemblée générale des Nations unies, réunie en session extraordinaire d'urgence du 2 au 10 novembre 1956, adopte des résolutions prévoyant l'intervention de la Force d'urgence des Nations unies (FUNU), dont le but est de remplacer les forces franco-britanniques à partir du 15 novembre 1956 afin de restaurer la paix ; c'est la première opération multilatérale des Nations unies, qualifiée de « première génération ». Dès lors, les « Casques bleus » sont nés. Le ministre canadien des Affaires extérieures de l'époque, Lester B. Pearson, reçoit d'ailleurs le prix Nobel de la paix en 1957 pour le rôle qu'il a joué dans l'apaisement de la crise de Suez ainsi que pour son initiative de déployer une force onusienne neutre entre les parties belligérantes.

### Conséquences

#### Exode des Juifs d'Égypte
Après la guerre, la communauté juive d'Égypte (soit environ 75 000 personnes), présente depuis plus de vingt-cinq siècles, doit quitter ce pays. En effet, le 23 novembre 1956, une proclamation du ministère des Affaires religieuses, lue dans toutes les mosquées, affirme : « Tous les Juifs sont des sionistes et des ennemis de l'État ». Elle promet aussi leur expulsion prochaine. Des milliers de Juifs se voient forcés à quitter le pays avec une seule valise après avoir « fait don » de leurs biens au gouvernement égyptien. Ces Juifs se réfugient en Israël (35 000) ou en France (10 000), une grande partie d’entre eux étant francophones, au Brésil (15 000), aux États-Unis (9 000) ou en Argentine (9 000).

#### Pénuries d'essence

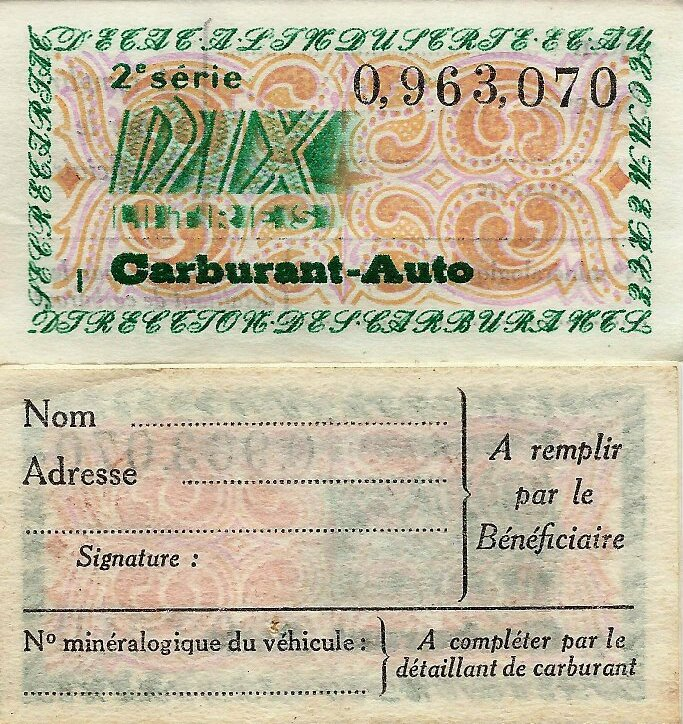
Bon d'essence.

À la suite du blocage du canal de Suez par les Égyptiens et de la coupure de l'oléoduc de l'Iraq Petroleum Company par les Syriens, l'essentiel de l'approvisionnement en pétrole de l'Europe est coupé. La France n'est plus ravitaillée en carburant et met en place le 29 novembre un système de rationnement. On ne peut obtenir du carburant qu'en présentant des bons d'essence. Ces restrictions se terminent en juillet 1957.

#### L'économie française pénalisée
En France, la situation se retourne brutalement en 1956 et 1957, la croissance entre en crise. Le pays ne peut pas financer à la fois la guerre d'Algérie et les conséquences de l'expédition, anticipées sur les marchés de l'énergie.
Au même moment, au printemps 1956 , les hostilités en Algérie se développent et entraînent le rappel de disponibles. Les 400 000 puis 500 000 jeunes servant sous uniforme font cruellement défaut à un système productif qui souffrait déjà d'une rareté de la main-d'œuvre. Des tensions sur le marché du travail augmentent les coûts salariaux, ce qui est accru par la politique sociale du gouvernement Mollet, aboutissant à une hausse de 12 % en 1956 puis à nouveau de 12,5 % en 1957 des charges et salaires des entreprises.
La crise de Suez prive le pays de 90 % de ses approvisionnements énergétiques, vide les stocks et contraint à importer à prix fort des produits raffinés, le prix moyen des importations grimpant de 50 % en 1956. Les industriels ayant anticipé à la hausse pour faire des économies d'énergie en sollicitant davantage le charbon et l'électricité, les conséquences inflationnistes sont vite apparues. Moins d'un an après, la Banque de France réagit en relevant le taux d'escompte, de 3 à 5 % en août 1957.
De plus, les capacités de production de la sidérurgie saturent : l'offre ne parvient plus à suivre la demande en produits métallurgiques de base. Après les matières plastiques, consommateurs de pétrole importé, le secteur est en 2e position pour la croissance (indice 163 en 1958 pour 100 en 1952), où les salaires sont déjà en surchauffe et la semaine de travail à 55 heures. L'installation des hauts fourneaux d'Usinor à Dunkerque, pour profiter des dérivés du procédé Ugine-Perrin à la pointe de la technologie des aciers inox, prévue dès 1956, doit attendre, d'autant plus que l'endettement d'Usinor atteint 37 % dès 1958.
Le gouvernement renonce à la libération promise des échanges extérieurs et décide de bloquer tous les prix, puis multiplie les subventions budgétaires qui stabilisent artificiellement les prix des 213 articles inclus dans l'indice général.

#### Conséquences géopolitiques
L'Union soviétique gagne en prestige au Moyen-Orient et resserre ainsi son alliance avec l'Égypte. Pour les Soviétiques, la crise de Suez fait aussi diversion aux événements de Hongrie, où les chars soviétiques ont écrasé l'insurrection de Budapest le 4 novembre.
Le régime égyptien, malgré la défaite militaire, ressort triomphant de cette crise. La défaite politique de la France, malgré sa victoire militaire, et le triomphe de l'Égypte renforcent le FLN dans sa guerre de libération. L'Irak, hachémite et vassal de l'Occident, passe aux pro-nassériens (amis de l'URSS) par une révolution en juillet 1958. Le Liban, en 1958, est secoué par une « mini-guerre » civile entre les chrétiens tournés vers l'Occident et les musulmans tournés vers le reste du monde arabe[réf. souhaitée].
La preuve est faite que les pays d'Europe ne sont plus les puissances dominantes dans cette région. Les États-Unis et l'URSS ont tenu à montrer que l'ère coloniale était finie et qu'aucune politique au Proche-Orient ne pouvait se faire sans eux. C’est la fin de la politique de la canonnière. De plus, des pays comme la France et le Royaume-Uni peuvent être mis en échec par des représailles purement économiques, comme l'a montré l'attaque sur la livre sterling.
La France et le Royaume-Uni en veulent aux États-Unis à cause de leur refus d'utiliser leur droit de veto au Conseil de sécurité des Nations unies pour les défendre.
Enfin, la France tire une rancune du retrait des Britanniques à la suite des pressions américaines sans avoir averti ses alliés.
La Turquie d’Adnan Menderes condamne fermement la nationalisation du canal de Suez par le président Nasser. Par la suite, cependant, il s’aligne à contrecœur sur les États-Unis, son allié le plus puissant, et appelle à un retrait franco-britannique de la zone du canal.
La crise déclenche une vague de solidarité venue des pays d'Afrique et d'Asie envers l’Égypte : des Cingalais forment des brigades de volontaires pour défendre le canal, les syndicats indonésiens demandent à leur gouvernement de boycotter les produits occidentaux en cas de conflit avec l’Égypte, les coolies de Calcutta manifestent dans les rues et le gouvernement japonais offre des devises fortes pour permettre à l’Égypte de surmonter les difficultés qui découlent du blocage des avoirs égyptiens en France, au Royaume-Uni et aux États-Unis.

##### Nouvelles alliances après la crise
La France et le Royaume-Uni tirent des conclusions différentes de ce conflit. Le Royaume-Uni s'aligne désormais sur la politique étrangère des États-Unis, devenant son plus proche allié en Europe. La France conclut qu'elle doit se donner plus de moyens dans ses ambitions internationales, d'où une accélération dans la mise au point de la force de dissuasion nucléaire française, dont Charles de Gaulle indique qu'elle est faite pour s'opposer à toute menace potentielle (« dissuasion tous azimuts ») sans adversaire désigné, ce qui n'en exclut aucun, y compris les États-Unis, dans une hypothèse extrême.
Par ailleurs, Israël se conforte comme puissance militaire, l'opération ayant détruit une partie du potentiel militaire égyptien. Le pays a également renforcé sa coopération militaire avec la France, notamment par la réception des premiers avions à réaction de l'aviation israélienne (Ouragan, Mystère IV, Vautour, Mirage III), de chars AMX-13, et une coopération nucléaire (livraison d'un réacteur nucléaire) conformément au protocole de Sèvres. Cette alliance franco-israélienne sera brisée par la politique arabe gaulliste et par la guerre des Six Jours.